# Johannedal
Johannedal est une localité de la commune de Sundsvall dans le comté de Västernorrland en Suède.
Sa population était de 2 754 habitants en 2010.